# الموسوعة الروسية العظمى
الموسوعة الروسية العظمى (بالروسية:Большая российская энциклопедия) (نطق:بلشايا رسيسكايا إنتسكلوبيديا) هي موسوعة روسية جديدة من 30 مجلدًا. تُنشر منذ العام 2004 بواسطة بولشايا رسيسكايا إنسكلوبيديا ببليشر. تصدر الموسوعة تحت رعاية الأكاديمية الروسية للعلوم بعد مرسوم رئاسي للرئيس فلاديمير بوتين برقم 1156.
رئيس تحرير الموسوعة هو مدير الأكاديمية الروسية للعلوم يوري أوسيبوف. مجلس محرري الموسوعة يتضمن 80 من أعضاء الأكاديمية التي سلف ذكرها، منهم الحائزين على جائزة نوبل جوريس ألفيروف وفيتالي جينزبورج.
المجلد التقديمي الأول مكرس لروسيا، من المقرر إعادة نشر هذا المجلد كل خمس سنوات. تم إصدار 7 مجلدات بين عامي 2005 و2007.

## اقرأ أيضًا
- الموسوعة السوفيتية العظمى

## وصلات خارجية
- الموقع الرسمي (بالروسية)